# Ælfric Bata
Ælfric Bata, latinisiert auch Eluricus Bate, war ein Benediktinermönch im frühen 11. Jahrhundert.
Ælfric Bata war ein Schüler des bekannteren Ælfric Grammaticus. Weitere biografische Details sind, ebenso wie die Bedeutung seines Beinamens Bata (evtl. von altenglisch: bāt= „Boot“, batt= „schlagen, Knüppel“ oder batian =„besser werden, heilen“) unbekannt. Er war der Autor zweier Kolloquien in lateinischer Sprache sowie einer Überarbeitung der Colloquia der Ælfric Grammaticus. Die Colloquia und Colloquia difficiliora waren Lesebücher für den Lateinunterricht und schildern in Dialogform das Leben in der Klosterschule und den Alltag des „einfachen Mannes“ seiner Zeit. Ælfric Batas Colloquia und Colloquia difficiliora lagen Schriften Aldhelms von Sherborne zu Grunde.
Ælfric Bata lebte vermutlich in der Abtei von Winchester oder Canterbury. Er starb zwischen 1010 und 1020.